# Aeroportul Internațional Ivano-Frankivsk
Aeroportul Internațional Ivano-Frankivsk (în ucraineană Міжнародний аеропорт Івано-Франківськ) (IATA: IFO, ICAO: UKLI) este un aeroport din Ivano-Frankivsk, Regiunea Ivano-Frankivsk, Ucraina ce deservește zona Ivano-Frankivsk. Aeroportul a fost tranzitat în 2021 de 31.831 de pasageri.
Situat la o altitudine de 280 m, aeroportul dispune de 1 pistă.

## Infrastructură

### Piste
Aeroportul dispune de o singură pistă. Pista are orientarea 10/28.